# Altscheid

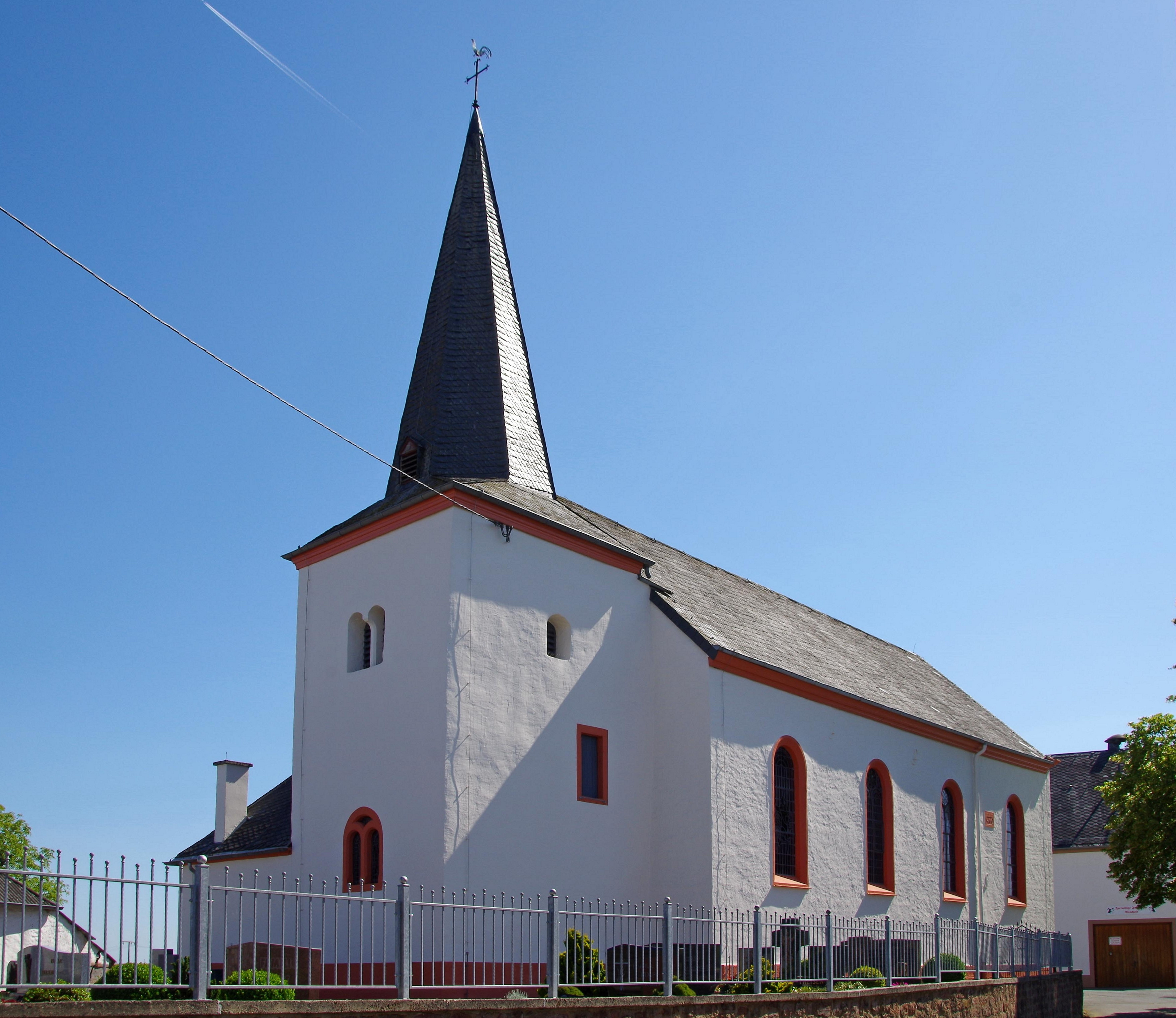
St. Matthias

Altscheid ist eine Ortsgemeinde im Eifelkreis Bitburg-Prüm in Rheinland-Pfalz. Sie gehört der Verbandsgemeinde Südeifel an.

## Geographie
Das Gemeindegebiet liegt teilweise im Naturpark Südeifel.
Zu Altscheid gehören auch der Wohnplatz Birkendell und ein Teil des Weilers Neumühle.
Nachbargemeinden sind der Ortsteil Philippsweiler der Ortsgemeinde Oberpierscheid in Norden, Echtershausen und Hamm im Osten, der Ortsteil Koosbüsch von Wißmannsdorf sowie die Ortsgemeinde Brecht im Südosten, Feilsdorf im Süden, Weidingen im Südwesten sowie Berkoth im Nordwesten.

## Geschichte
Eine Kirche wurde schon in einem um 1330 entstandenen Register erwähnt (Trier. Archiv VIII, S. 14). Das Visitationsprotokoll aus dem Jahre 1570 führte in „Alschidt“ eine freie Kurat-Kapelle auf, die von 1654 an als Pfarrkirche bezeichnet wurde.
Bis zum Ende des 18. Jahrhunderts gehörte Altscheid zur Grafschaft Vianden im Herzogtum Luxemburg.
Nach 1792 hatten französische Revolutionstruppen die Österreichischen Niederlande, zu denen das Herzogtum Luxemburg gehörte, besetzt und im Oktober 1795 annektiert. Von 1795 bis 1814 gehörte der Ort zum Kanton Neuerburg im Departement der Wälder.
Im Jahr 1815 wurde das ehemals luxemburgische Gebiet östlich der Sauer und der Our auf dem Wiener Kongress dem Königreich Preußen zugeordnet. Damit kam die Gemeinde Altscheid 1816 zum Kreis Bitburg im Regierungsbezirk Trier in der Provinz Großherzogtum Niederrhein, die 1822 in der Rheinprovinz aufging.
Das Kirchenschiff der Dorfkirche wurde 1886 um ein Joch nach Westen verlängert.
Nach dem Ersten Weltkrieg gehörte die Region zum französischen Teil der Alliierten Rheinlandbesetzung.
In Folge des Zweiten Weltkrieges wurde der Ort innerhalb der französischen Besatzungszone seit 1946 Teil des damals neu gebildeten Landes Rheinland-Pfalz.
1991 wurde aus dem Pfarrhaus nach grundlegender Renovierung das Dorfgemeinschaftshaus. Ein Jahr später wurde auch die Pfarrkirche renoviert.
Bevölkerungsentwicklung
Die Entwicklung der Einwohnerzahl von Altscheid; die Werte von 1871 bis 1987 beruhen auf Volkszählungen:
| Jahr | Einwohner |
| ---- | --------- |
| 1815 | 90        |
| 1835 | 105       |
| 1871 | 155       |
| 1905 | 147       |
| 1939 | 162       |
| 1950 | 144       |
| 1961 | 144       |

| Jahr | Einwohner |
| ---- | --------- |
| 1970 | 137       |
| 1987 | 120       |
| 1997 | 97        |
| 2005 | 94        |
| 2011 | 90        |
| 2017 | 89        |
| 2023 | 92        |

## Politik

### Gemeinderat
Der Gemeinderat in Altscheid besteht aus sechs Ratsmitgliedern, die bei der Kommunalwahl am 9. Juni 2024 in einer Mehrheitswahl gewählt wurden, und der ehrenamtlichen Ortsbürgermeisterin als Vorsitzender.

### Bürgermeister
Nicole Hommerding wurde am 20. August 2024 Ortsbürgermeisterin von Altscheid. Bei der Direktwahl am 9. Juni 2024 war sie als einzige Bewerberin mit einem Stimmenanteil von 86,7 % gewählt worden.
Hommerdings Vorgänger Lothar Theisen hatte das Amt am 18. Juni 2019 übernommen. Da bei der Direktwahl am 26. Mai 2019 kein gültiger Wahlvorschlag eingereicht wurde, oblag die Neuwahl des Bürgermeisters gemäß rheinland-pfälzischer Gemeindeordnung dem Rat, der sich auf seiner konstituierenden Sitzung für Theisen entschied. Zuvor war Adolf Lehnertz Ortsbürgermeister von Altscheid.

### Wappen
| Wappen von Altscheid |
| Wappenbegründung: Die Pfarrkirche in Altscheid wurde 1330 erstmals erwähnt und ist dem Apostel Matthias geweiht. Für diesen steht das Symbol der Axt im Wappen, denn er wurde mit einer solchen enthauptet. Auf Altscheider Gemarkung befinden sich insgesamt fünf Wegekreuze, die durch das Schaftkreuz im Wappen dargestellt werden. Dieses soll zudem die kirchliche Prägung des Ortes hervorheben. Für die in Altscheid sehr bedeutende Land- und Forstwirtschaft wurde die Ähre auf grünem Grund in das Wappen übernommen. Die Farben Rot und Silber stehen für die Zugehörigkeit des Ortes zur Grafschaft Vianden im Herzogtum Luxemburg sowie später zum Kanton Neuerburg im Departement der Wälder. |

## Kultur und Sehenswürdigkeiten

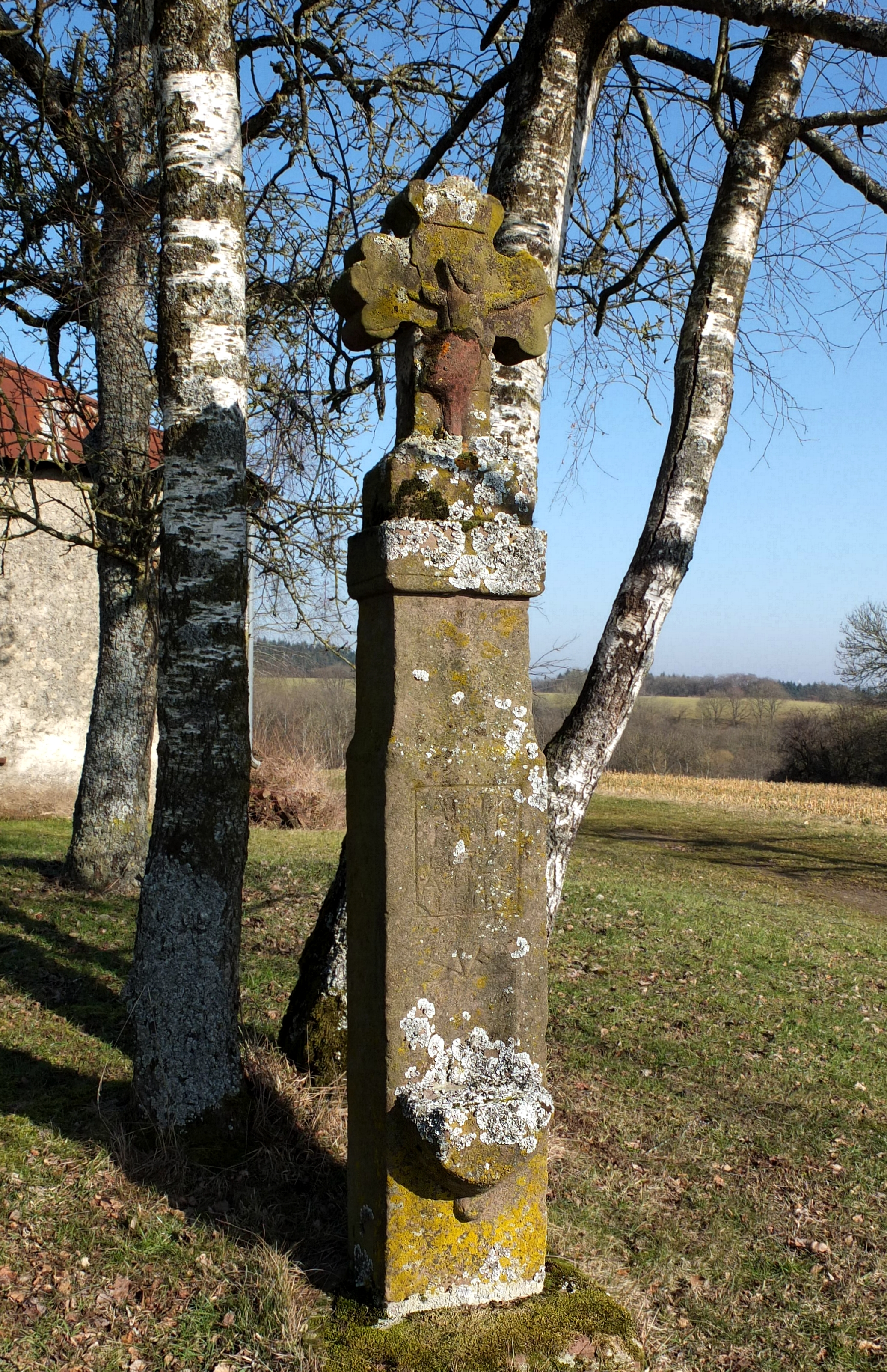
Wegekreuz von 1801

- Die Pfarrkirche St. Matthias verfügt über einen Chorturm um 1330, das gewölbtes einschiffige Langhaus ist von 1760.
- Der Zweiseithof von 1784 in der Hauptstraße 24 mit einem giebelständigen Wohnhaus verfügt über eine ungewöhnlich aufwendige Eingangsgestaltung.
- Wegekreuze aus dem 17. und 18. Jahrhundert.

Siehe auch: Liste der Kulturdenkmäler in Altscheid

## Wirtschaft und Infrastruktur
Rund die Hälfte der Gemeindefläche wird von sieben landwirtschaftlichen Betrieben genutzt.

### Unternehmen
- Biogasanlage Altscheid GmbH & Co. KG[11]

### Verkehr
Die Gemeinde ist durch die Landesstraße 9 erschlossen.